# Estanys de Saburó d'Amunt
Els Estanys de Saburó d'Amunt és un grup de set llacs d'origen glacial que es troben a 2.603 m d'altitud, a la capçalera de la vall Fosca, al Pallars Jussà, al nord-est del poble de Cabdella, en el terme municipal de la Torre de Cabdella. El superior és el més gros dels set. La seva conca està formada bàsicament per serrats del sud-oest del Tuc de Saburó, entre els Clots de Saburó i les Pales de Colomina i els del Pic de Peguera, Pic de Mar i Pic dels Vidals al nord. Pertany al grup de vint-i-sis llacs d'origen glacial de la capçalera del Flamisell, interconnectats subterràniament i per superfície entre ells i amb l'Estany Gento com a regulador del sistema. Rep les aigües dels mateixos vessants de la muntanya, i les seves aigües van a parar a l'Estany Petit de Saburó.